# فرانكو كوليلا
فرانكو كوليلا (بالإسبانية: Franco Colela)‏ (5 يناير 1996 بريميديوس دي إسكالادا في الأرجنتين - ) هو لاعب كرة قدم أرجنتيني في مركز الوسط.

## روابط خارجية
- فرانكو كوليلا على موقع قاعدة بيانات كرة القدم.إي يو (الإنجليزية)
- فرانكو كوليلا على موقع Soccerway.com (الإنجليزية)